# Oglala Indijanci
Oglala (Ogallallah, Ogallalla, Oglalla ) je glavno pleme Teton Siouxa. Prvi zapisi o njima potječu od Lewisa i Clarka, koji ih 1806. nalaze u području Missourija, između Cheyenne i Bad Rivera, u sadašnjoj Južnoj Dakoti. Grupa koju je ova ekspedicija srela imala je oko 150 do 200 muškaraca. Godine 1825. Oglale su naseljeni na obje obale Bad Rivera od Missourija do Black Hillsa, tada još bijahu u miru sa Šajenima, ali neprijatelji svim ostalim plemenima, osim vlastitom narodu Siouxa. Oglalama je broj tada procjenjen na 1,500 osoba, od čega 300 ratnika. 
Oglale su 1850. lutali prerijom sve između sjevernog i južnog pritoka Platte i na zapad do Black Hillsa. U drugoj polovici 19. stoljeća Oglale i druge bande Siouxa, Hunkpapa, Santee i Sihasapa neprestano napadaju karavane što se kreću prerijom, kao i čamce na rijekama. Tokom nekoliko godina, od 1865. pod vodstvom Crazy Horsa i Sitting Bulla, ratuju s vojnicima i uznemiravaju utvrde i postaje. Invazijom tragača zlata na Black Hills (njima svetim brdima), 1876. dolazi do rata u kojemu Sitting Bull sa Siouxima, Sjevernim Šajenima, i još nekim saveznim plemenima razbija vojsku i dragovoljce generala Custera u konačnoj bici na rijeci Little Bighorn. Danas Oglale žive na rezervatu Pine Ridge u Južnoj Dakoti.

## Bande
Prema Johnu Robinsonu u pismu Dorsey (1879) navodi bande prema piktografiji poglavice Makhpiya-Luta (7):
1. Payabya ili Pushed-aside;
2. Tapishlecha ili Spleen (of an animal);
3. Kiyuksa ili Breaks-his-own (break-their-own-customs ili cut band; još dva plemena Siouxa imaju bande pod ovim imenom);
4. Wazhazha (Wajaja, Waźaźa, u značenju Osage; Pine Ridge Reservation);
5. Iteshicha Ite-citca, Bad-face ili (Oglala-qtca; Real Oglala. Ovo je banda Red Clouda ili Crvenog Oblaka);
6. Oyúȟpe (Oyuqpe; thrown down, unloaded);
7. Waglukhe, Followers ili Loafers.

(Uglavnom na Pine Ridge Reservation i nešto na Rosebud).
Lewis i Clark spominju dvije skupine: Sheo i Okandandas. Ured za indijanske poslove (1875, p. 250) navodi 4 bande: Ogallallas, Kiocsies (Kiyuksa), Onkapas (Oyukhpe), i Wazazies.
W. J. Cleveland (1884) navodi 20 bandi, viz.: (1) Iteshicha, (2) Payabya, (3) Oyukhpe, (4) Tapishlecha, (5) Peshla, (6) Chekhuhaton, (7) Wablenicha, (8) Peshlaptechela, (9) Tashnahecha, (10) Iwayusota, (11) Wakan, (12) (a) Iglakatekhila, (b) Iteshicha, (13) Iteshichaetanhan, (14) Kiyuksa, (15) Wacheonpa, (16) Wachape, (17) Tiyochesli, (18) Waglukhe, (19) Oglala, (20) Ieskachincha.
Broj bandi razni autori povećavaju, a neka imena zacijelo su sinonimi: Oglala, She-o (Chihaut), Onkp’hatinas, K̄u-Inyan, Oyuqe (Oyuhpe), Min-i-shá, Pe Cla Ptetcela, Payabya, Wajaja (Wajaje), Kiyuksa (Kiyaksa), Tapicletca, Ite Citca (Itesica), Wagluqe (Wagluhe), Wablenitca, Pe Cla, Tceq Huha Toⁿ, Tacnahetca, I Wayusota, Wakaⁿ, Iglaka Teqila, Ite Citca, Etaⁿhaⁿ, Zuzetca Kiyaksa, Watceoⁿpe, Watcape, Tiyotcesli, Ieska Tciⁿtca
Neidentificirane bande: Minisha, Night Cloud, Old Skin Necklace, Red lodge i Shorthair band.
Prema drugim informacijama postojala je podjela na 3 osnovne bande (tiyospaye): 
Oglala Tiyospaye ili Hunkpatila s manjim podbandama koje imena nose po poglavicama: 1. Cankahuhan (Čhaŋkȟahuȟaŋ)ili He Dog's band; Hokayuta (Black Twin's band); Hunkpatila (Húŋkpathila, Little Hawk and Crazy Horse's band); Itesica (Itéšiča, Red Cloud's band); Payabya (Young Man Afraid of His Horses's band); Wagluhe (Waglúȟe) Blue Horse, American Horse i Three Bear's bande.
Kiyuksa Tiyospaye ili Cutoffs: Kuinyan (Little Wound's band); Tapisleca (Tȟaphíšleča, Yellow Bear's band).
Oyuhpe Tiyospaye: True Oyuhpe (True Oyúȟpe, Big Road's band); Wakan (Wakȟáŋ); Makaicu (Makȟáiču, Red Dog's band)
Godine 1879. Oglale su sa svojih 7 bandi bili podijeljeni na Medvjedov narod, Bear People ili Bear band s bandama 1) Payabsa ili Pushed Aside (Man-Afraid-of-His-Horse's band), 2. stara banda Tapishlecha, nazivana i Shkopa (Bend) i Split Liver, i 3. Kiyuksa.
Druga polovica Oglala nazivana je Smoke people ili Smoke band s bandama 1. Iteshicha koje je vodio Red Cloud, 2. Oyukhpe s poglavicom Red Dog, 3. Waglukhe ili Followers koji su poroijeklom bili i Oglale i Brule.
Sedma banda poznata kao Wazhazha bili su Brule Indijanci koji su se pridružili Oglalama u vrijeme Harneyeve ekspedicije 1855, a nastanili su se na Porcupine Tail Creeku između dviju Oglala skupina, medvjedove skupine na istoku i Dimovog naroda (Smoke people) na zapadu.

## Oglala danas
Pine Ridge se prostire (na 2,000,000 acri)  u okruzima Bennett, Jackson i Shannon i danas sastoji se od 9 distrikata to su: Eagle Nest, LaCreek, Medicine Root, Pass Creek, Pine Ridge, Porcupine, Wakpamni, White Clay i Wounded Knee. Na rezervatu živi oko 20,000 Indijanaca, od čega preko 17,000 Oglala. Plemenska ekonomija: rančevi (stoka), farmerski poslovi i kockarnice (Prairie Wind Casino)

## Vanjske poveznice
- Oglala Sioux Indian Tribe History
- Oglala Sioux Tribe  Arhivirana inačica izvorne stranice od 9. prosinca 2012. (Wayback Machine)
- OST Home Page  Arhivirana inačica izvorne stranice od 6. listopada 2011. (Wayback Machine)